# Psicosi postpart
La psicosi postpart o psicosi puerperal és una psicosi que es pot presentar, tot i que és molt poc freqüent, durant el postpart, i que està caracteritzada per la pèrdua del sentit de la realitat, al·lucinacions, alteracions al contingut del pensament i alteracions greus del comportament. La seva incidència és d'1 o 2 casos cada 1.000 parts. Cal no confondre-la amb una depressió postpart, tot i que una depressió postpart no tractada eventualment podria ser que evolucionés a una psicosi postpart. Ambdues són molt diferents de l'anomenat baby blues, una angoixa i gran emotivitat que la majoria de mares tenen els primers dies després del part i que forma part d'un procés adaptatiu normal, sense ser cap malaltia ni necessitar tractament, ja que marxa espontàniament.
La psicosi puerperal necessita tractament mèdic i és la malaltia més greu que pot ocórrer a conseqüència del cicle embaràs, part i postpart. Apareix al postpart i té una durada superior a aquest. Va precedida d'insomni i irritabilitat però els símptomes aguts; que inclouen deliri agut, falsos reconeixements i desorientació; apareixen de manera brusca. Un 2% dels ingressos de dones a clíniques psiquiàtriques són casos d'aquesta psicosi.
Aquesta malaltia ja va ser descrita de manera racional per Hipòcrates, tot i que el nom actual no va ser utilitzat fins a l'any 1875. Es classifica a la categoria del DSM-IV. Se sap que algunes dones estan més predisposades que d'altres a patir-la, i que les dones que han tingut una psicosi postpart tenen un major risc de patir un trastorn bipolar més endavant, coses que fan pensar que potser aquesta mena de psicosi podria ser en realitat una subcategoria dintre del trastorn bipolar.

## Causes
Típicament es parla de causes associades a l'estrès que implica el part i al canvi hormonal del postpart, però s'ha comprovat que el tractament amb les hormones femenines que hi intervenen (estrògens i progesterona) no és efectiu.
Hi ha estudis que suggereixen la presència de conflictes a la mare en relació amb la maternitat com, per exemple, un embaràs no desitjat, el fet de sentir-se atrapades en un matrimoni infeliç o un tipus de vida infeliç a causa de l'embaràs, etc. En general, alguns investigadors sostenen que les causes d'aquesta psicosi és purament psicosocial, i ho argumenten relacionant els casos amb la preponderància de mares primerenques i amb els factors estressants recents que s'associen a les psicosis postpart.
Algunes psicosis postpart poden ser causades per certes alteracions orgàniques o malalties mèdiques associades al postpart, com infeccions (que és la causa més freqüent: poden ser, per exemple, tiroiditis postpart, febre postpart o mastitis), la síndrome de Sheehan, trastorns auto-immunes relacionats amb l'embaràs o pèrdues de sang. Altres causes poden ser estats d'abstinència, un tumor intracraneal, una intoxicació per substàncies com la meperidina o la escolopamina o bé una toxèmia.

## Tractament
La mare sol ingressar-se en un hospital durant uns vuit dies, i generalment també el fill. És possible que sigui tractada amb teràpies d'electroxoc, que no afecten a la lactància, però aquestes poden estar acompanyades o ser reemplaçades per psicofàrmacs. Moltes vegades s'aconsella a més un acompanyament psicològic.
Pels infermers, les necessitats de la mare malalta es miren de cobrir segons la piràmide de Maslow, és a dir, començant per les físiques: valorar el potencial de violència vers als altres o a ella mateixa, establir amb ella una relació de confiança per a reduir la seva ansietat i promoure el seu contacte amb la realitat, limitar els comportaments inacceptables que pugui tenir (per exemple, pot ser útil oferir-li alternatives) i ensenyar-li mecanismes més eficaços d'adaptació i d'enfrontament als seus sentiments.

### Prevenció en mares amb trastorn bipolar
Les dades sobre el tractament del trastorn bipolar en dones fèrtils són limitades a estudis de cas-control i a registres de drogues, ja que no hi ha assaigs clínics en aquesta població. Les dones amb trastorn bipolar tenen un risc cent vegades més alt de desenvolupar una psicosi postpart. Per aquesta raó es recomana un tractament més enllà del part i també un estret monitoratge del nounat. Pot ser necessari incrementar més d'un 50% la medicació durant el segon i tercer trimestre de l'embaràs, quan la depuració de creatinina augmenta el doble i el volum del plasma també s'incrementa. Un altre tractament, com ara el verapamil, sembla eficaç per a la mania i no té efectes adversos. La teràpia cognitiva centrada en l'adherència al tractament i la minimització d'estressors, que proporciona activitats ocupacionals i minimitza la deprivació del son, pot ajudar a prevenir la mania.
En el moment del part caldrà disminuir la dosi de liti (que des del part ha estat augmentada al primer i segon mes, i després setmanalment) a la meitat de la que tenia just abans i, després del part, cal tornar a la dosis prepart, llevat que hi hagi una greu desestabilització de l'estat d'ànim. El valproat i la carbamazepina són compatibles amb la lactància materna.
Els antipsicòtics típics (haloperidol i clorpromazina) semblen ser segurs en l'embaràs, però poden tenir efectes secundaris (discinèsia tardana, hiperprolactinèmia, etc.) per a la mare. Els anticomicials, incloent-hi la carbamazepina i l'àcid valproic, són fàrmacs que poden matar el fetus si la mare els pren durant el primer trimestre d'embaràs. La lamotrigina s'ha de mantenir per sota de 200mg per tal de reduir el risc d'anomalies congènites al fill.

## Incidència
La psicosi postpart és molt menys freqüent que les altres complicacions que es poden produir al postpart, ja que afecta només un 0,15% dels naixements. Almenys la meitat dels casos es donen en mares primerenques, i el risc per a la mare augmenta si aquesta a més ha tingut algun antecedent familiar de trastorn familiar. La meitat de dones afectades, és a dir a un 0,08% dels naixements totals de totes les dones, havien tingut antecedents familiars amb trastorns afectius de qualsevol tipus.
La meitat de casos de psicosi postpart ocorren en postparts associats a parts amb complicacions perinatals no psiquiàtriques.